# Le Puits
Le puits é um filme de drama argelino de 2015 dirigido por Lotfi Bouchouchi e escrito por Yacine Benelhadj. Foi selecionado como representante de seu país ao Oscar de melhor filme estrangeiro em 2017.

## Elenco
- Nadia Kaci - Freyha
- Laurent Maurel - Lieutenant Encinas
- Layla Metssitane - Khadidja
- Ourais Achour - Cheikh Benaouda